# Vilémov (okres Havlíčkův Brod)
Vilémov (Duits: Wilimow, soms ter onderscheiding van andere plaatsen met dezelfde naam Vilémov u Golčova Jeníkova genoemd) is een Tsjechische vlek (městys) in de regio Vysočina, en maakt deel uit van het district Havlíčkův Brod. Vilémov telt 988 inwoners (2023).

## Geschiedenis
- 1990 – De deelgemeente Bučovice wordt geannexeerd door de gemeente Heřmanice.
- 2006 – De gemeente Vilémov krijgt (opnieuw) de status vlek.[1]